# Sophies Unterwelt
Sophies Unterwelt war der Name einer Schülerzeitung von Nico Semsrott sowie anderen Schülern der Sophie-Barat-Schule in Hamburg, die als Gegenzeitung zur offiziellen Zeitung Sophies Welt (vgl. Sofies Welt) gegründet wurde, und deren Verteilung auf dem Schulgelände von der Schulleitung untersagt wurde. 
Der Streit um die Zeitung erregte im Schuljahr 2004/2005 öffentliches Aufsehen. Die Redakteure des zu Beginn des Schuljahres gegründeten Blattes weigerten sich, die Anforderungen der Schulleitung für eine Anerkennung zu akzeptieren und einen Beratungslehrer anzunehmen. Die Redaktion empfand diese Auflagen als Androhung von Zensur und riskierte eine Auseinandersetzung.
Daraufhin wurde der Verkauf von Sophies Unterwelt auf dem Schulgelände verboten, die Redakteure verkauften ihr Blatt aber vor der Privatschule, teilweise aus einem DIXI-Klo heraus. Die Schülerzeitung erreichte 2005 den 1. Platz der Gymnasien beim Schülerzeitungswettbewerb des Bundespräsidenten für Hamburg. Im Herbst 2005 beriet der Schulausschuss der Hamburgischen Bürgerschaft darüber, ob die Privatschüler ihre Schülerzeitung künftig auch ohne Zensur auf dem Schulgelände verkaufen dürfen. Aus verfassungsrechtlichen Gründen wurde jedoch das Recht des Schulträgers bestätigt, über den Vertrieb von Presseerzeugnissen auf seinem Gelände zu bestimmen.
2006 erreichte sie den mit 500 Euro dotierten 3. Platz in der Kategorie bestes Titelbild beim Schülerzeitungswettbewerb.
Im Januar 2006 bekam die Redaktion der Zeitung als Anerkennung ihres Engagements für die Pressefreiheit den Bertini-Preis für junge Menschen mit Zivilcourage verliehen. Das Preisgeld in Höhe von 1.250 Euro spendete die Redaktion zu 100 Prozent an Reporter ohne Grenzen. Es gab insgesamt drei Ausgaben der Zeitung.